# Anisaedus aethiopicus
Espèce
Anisaedus aethiopicus est une espèce d'araignées aranéomorphes de la famille des Palpimanidae.

## Distribution
Cette espèce est endémique de Tanzanie.

## Publication originale
- Tullgren, 1910 : Araneae. Wissenschaftliche Ergebnisse der Schwedischen Zoologischen Expedition nach dem Kilimandjaro, dem Meru und dem Umbegenden Massaisteppen Deutsch-Ostafrikas 1905-1906 unter Leitung von Prof. Dr Yngve Sjöstedt. Stockholm, vol. 20, no 6, p. 85-172.